# Кетель (Лауенбург)
Кетель (нім. Köthel) — громада в Німеччині, розташована в землі Шлезвіг-Гольштейн. Входить до складу району Герцогство Лауенбург. Складова частина об'єднання громад Шварценбек-Ланд.
Площа — 1,52 км2. Населення становить 280 ос. (станом на 31 грудня 2020).